# Pseudonotoliparis rassi
Pseudonotoliparis rassi és una espècie de peix pertanyent a la família dels lipàrids i l'única del gènere Pseudonotoliparis.

## Descripció
- Fa 8,8 cm de llargària màxima.
- Cap i boca petits.
- Ulls ben desenvolupats.[4][5]

## Hàbitat
És un peix marí i batidemersal que viu fins als 2.200 m de fondària.

## Distribució geogràfica
Es troba a les illes Kurils.

## Observacions
És inofensiu per als humans.